# Stara Synagoga w Bodzentynie
Stara Synagoga w Bodzentynie – drewniana bożnica zbudowana pod koniec XIX wieku. Spłonęła podczas pożaru miasta w czerwcu 1917. W roku 1889 znajdowała się tutaj siedziba okręgu bożniczego, na czele którego stał rabin Moszek Awner Grinbaum. Jego uposażenie w związku z wykonywaną funkcją wynosiło 410 rubli rosyjskich. Na miejscu synagogi wybudowano nową murowaną.